# Elette 1962-1963
Il campionato Elette 1962-1963 ha rappresentato la quarantunesima edizione del massimo campionato italiano di pallacanestro.
Il girone unico delle Elette passa da 12 a 14 squadre. Di conseguenza aumentano a tre le retrocessioni (la terza è decisa da uno spareggio a tre), mentre lo scudetto viene assegnato alla prima in classifica. La Simmenthal Milano vince ancora una volta il titolo italiano (questa volta senza neanche una sconfitta) e il podio è completato dalle stesse squadre della stagione precedente: Ignis Varese e Knorr Bologna.

## Classifica
|  |     | Classifica finale 1962-1963 | Pt | G  | V  | P  | PtF  | PtS  |
|  | --- | --------------------------- | -- | -- | -- | -- | ---- | ---- |
|  | 1.  | Simmenthal Milano           | 52 | 26 | 26 | 0  | 2223 | 1754 |
|  | 2.  | Ignis Varese                | 49 | 26 | 23 | 3  | 2265 | 1759 |
|  | 3.  | Knorr Bologna               | 47 | 26 | 21 | 5  | 1944 | 1435 |
|  | 4.  | Prealpi Varese              | 41 | 26 | 15 | 11 | 1849 | 1781 |
|  | 5.  | Levissima Cantù             | 40 | 26 | 14 | 12 | 1915 | 1883 |
|  | 6.  | Libertas Biella             | 39 | 26 | 13 | 13 | 1645 | 1569 |
|  | 7.  | Stella Azzurra Roma         | 39 | 26 | 13 | 13 | 1851 | 1893 |
|  | 8.  | Libertas Livorno            | 37 | 26 | 11 | 15 | 1704 | 1838 |
|  | 9.  | Petrarca Padova             | 37 | 26 | 11 | 15 | 1609 | 1770 |
|  | 10. | Partenope Napoli Basket     | 35 | 26 | 9  | 17 | 1574 | 1814 |
|  | 11. | Lazio Roma (-1)             | 35 | 26 | 10 | 16 | 1604 | 1735 |
|  | 12. | Algor Pesaro                | 35 | 26 | 9  | 17 | 1713 | 1848 |
|  | 13. | Ex Alunni Massimo Roma      | 30 | 26 | 4  | 22 | 1549 | 1880 |
|  | 14. | Pallacanestro Treviso       | 29 | 26 | 3  | 23 | 1562 | 2048 |

## Spareggi salvezza
Gli spareggi salvezza sanciscono la retrocessione della Algor Pesaro.
| Risultati               | LAZ   | PES   | NAP   |
| ----------------------- | ----- | ----- | ----- |
| Lazio Roma              |       | 52-43 | 61-67 |
| Algor Pesaro            | 43-52 |       | 59-56 |
| Partenope Napoli Basket | 67-61 | 56-59 |       |

## Verdetti
- Campione d'Italia:  Simmenthal Milano

Formazione: Binda, Sandro Gamba, Giandomenico Ongaro, Gianfranco Pieri, Sandro Riminucci, Gianfranco Sardagna, Corrado Vescovo, Gabriele Vianello, Paolo Vittori, Cesare Volpato. Allenatore: Cesare Rubini.
- Retrocessioni in Serie A: Algor Pesaro, Ex Alunni Massimo Roma e Pallacanestro Treviso.